# Ahmad Tejan Kabbah
Ahmad Tejan Kabbah (16 de febrero de 1932 - 13 de marzo de 2014) fue el presidente de Sierra Leona (1996-1997, 1998-2007). Trabajó para el Programa de las Naciones Unidas para el Desarrollo (NPUD), y regresó a Sierra Leona en 1992. Fue elegido Presidente en 1996. La mayor parte del tiempo de su mandato estuvo marcado con una sangrienta guerra civil con el Frente Revolucionario Unido conducido por Foday Sankoh, el cual estuvo envuelto en el golpe de Estado realizado por los mil que duró desde mayo de 1997 a marzo de 1998. Pronto estuvo de regreso en el poder después de la intervención militar de la Comunidad Económica de los Estados de África Occidental (ECOWAS, por su sigla en inglés). En otra etapa de la guerra civil se vieron involucradas las Naciones Unidas y el Reino Unido durante 2000. Finalmente, la guerra terminó oficialmente en los primeros meses de 2002, y Kabbah consiguió ganar otras elecciones presidenciales un año más tarde.

## Antecedentes

### Juventud y Educación
Alhaji Ahmad Tejan Kabbah nació el 16 de febrero de 1932 en Pendembu, Sierra Leona. Kabbah era de etnia mandinga y un devoto musulmán. Su madre también era musulmana y miembro del grupo étnico mende de la familia Coomber. Recibió sus estudios en la escuela San Eduardo en Freetown. Licenciado en Economía en la Universidad de Aberystwyth, Gales. Más tarde, en 1969, estudió derecho.

## Carrera

### Primera Presidencia
Kabbah fue visto como un compromiso cuando fue candidato propuesto por el Mende dominado por el Partido Popular de Sierra Leona (SLPP) como su candidato presidencial en 1996. El SLPP ganó el voto legislativo mayoritariamente en el Sur y la Provincia Oriental del país, que se dividieron los votos con el UNPP en la zona occidental y que perdieron en la Provincia del Norte. El 29 de marzo de 1996, Alhaji Ahmad Tejan Kabbah fue juramentado como Presidente de Sierra Leona. Guiado por su filosofía de "inclusión política" señaló que el gobierno más amplio en la historia del país, basándose en todos los partidos políticos representados en el Parlamento, y "tecnócratas" de la sociedad civil. Un partido de minoría no aceptó su oferta de un puesto en el gabinete. 
Uno de los principales objetivos que hizo el presidente fue poner fin a la guerra contra los rebeldes que, en cuatro años, ya había reclamado cientos de vidas inocentes, miles de otros impulsados en la condición de refugiado, y arruinó la economía del país. En noviembre de 1996, en Abiyán, en Costa de Marfil, que firmó un acuerdo de paz con el líder rebelde, el excabo Foday Sankoh del Frente Revolucionario Unido (FRU). 
Los rebeldes no cumplieron con el Acuerdo, reanudó las hostilidades, y más tarde perpetrados contra el pueblo de Sierra Leona, lo que ha sido descrito como uno de los conflictos internos más brutal del mundo.

### Golpe de Estado
En 1996, un intento de golpe con la participación de Johnny Paul Koroma y otros oficiales jóvenes del Ejército de Sierra Leona no tuvo éxito, pero sirvió como aviso de que el control de Kabbah sobre los funcionarios militares y del gobierno en Freetown se estaba debilitando.
En mayo de 1997, un golpe militar obligó al presidente a huir al exilio en la vecina Guinea. Dicho golpe fue liderado por el Consejo Revolucionario de las Fuerzas Armadas, y Koroma fue liberado y puesto al frente del Estado. El Gobierno de Kabbah fue restablecido nueve meses después de que la junta militar de los rebeldes fuera retirada por las tropas de la Comunidad Económica de Estados de África Occidental (CEDEAO), bajo el mando de fuerzas de defensa civil y militar, en particular el Kamajors dirigido por Samuel Hinga Norman. 
En febrero de 1998, envió a sus tropas para evitar el contubernio de la junta militar y los rebeldes de Johnny Paul Koroma y Sam Bockarie, conocido como Maskita. Sin embargo, los rebeldes eran obstinados y persistentes y continuaron con su intento de derribar al gobierno de Kabbah, a pesar de la firma de numerosos acuerdos de paz entre el gobierno y Sankho.
Una vez más, en búsqueda de la paz, el presidente Kabbah firmó el Acuerdo de Paz de Lomé con el líder de los rebeldes del RUF, Foday Sankoh, el 7 de julio de 1999. A pesar de reiteradas violaciones por el FRU, el documento, conocido como el Acuerdo de Paz de Lomé, sigue siendo la piedra angular de la paz sostenible, la seguridad, la justicia y la reconciliación nacional en Sierra Leona. El 18 de enero de 2002, en una ceremonia para conmemorar la conclusión del desarme y la desmovilización de los excombatientes, bajo los auspicios de la Misión de las Naciones Unidas en Sierra Leona (UNAMSIL), declaró que la guerra había terminado. 
Acabada ya la guerra civil, se celebraron  elecciones presidenciales en 2002 fueron, si bien Tejan Kabbah ganó con el apoyo del 70% del electorado, Ernest Bai Koroma llegó en un segundo lugar con 22% de los votos.

### Segundo Mandato
Como el primer líder tras la guerra civil, la tarea principal Kabbah fue desarmar a las distintas partes involucradas en la guerra y construir la unidad del país. La revista Time ha denominado Kabbah un "diamante en bruto" por su éxito como el primer civil elegido gobernante de Sierra Leona en 34 años y su papel en el final de lo que se convirtió en un conflicto de una década larga desde 1992 hasta 2000. A pesar de que él mismo no era considerado corrupto, Kabbah ha sido acusado de incapacidad para hacer frente a los funcionarios corruptos en su gobierno muchos de los cuales se dice que están aprovechando el comercio de diamantes. Kabbah ha luchado con este problema e invitó a los británicos para ayudar a crear una comisión contra la corrupción.
Kabbah dejó el cargo en septiembre de 2007 al final de su segundo mandato de 5 años. Constitucionalmente, no puede presentarse para la reelección. Su vicepresidente, Solomon Berewa, se postuló como candidato oficialista para suceder al presidente, pero fue derrotado por el candidato de la oposición Ernest Bai Koroma, del APC. 
Kabbah fue la cabeza de la Commonwealth misión de observadores para la elección de diciembre de 2007 de Kenia, así como el jefe de la Unión Africana misión de observadores para la elección de Zimbabue marzo de 2008.